# Larry Cohen
Larry Cohen, született Lawrence George Cohen (New York, 1936. július 15. – Beverly Hills, Kalifornia,  2019. március 23.) amerikai forgatókönyvíró, filmrendező, filmproducer.

## Filmjei

### Rendezőként
- Bone (1972)
- Fekete Caesar (Black Caesar) (1973)
- Leszámolás Harlemben (Hell Up in Harlem) (1973)
- It's Alive (1974)
- God Told Me To (1976)
- J. Edgar Hoover titkos aktái (The Private Files of J. Edgar Hoover) (1977)
- It Lives Again (1978)
- See China and Die (1981, tv-film)
- Telihold Gimi (Full Moon High) (1981)
- Q (1982)
- Special Effects (1984)
- Perfect Strangers (1984)
- The Stuff (1985)
- It's Alive III: Island of the Alive (1987)
- Vámpírok városa (A Return to Salem's Lot) (1987)
- Mr. Hamburger (Deadly Illusion) (1987)
- A gonosz mostoha (Wicked Stepmother) (1989)
- Szirénázó halál (The Ambulance) (1990)
- As Good as Dead (1995, tv-film)
- Háborús zóna (Original Gangstas) (1996)
- A horror mesterei (Masters of Horror) (2006, tv-sorozat, Pick Me Up epizód)

### Forgatókönyvíróként
Mozifilmek
- A hét bátor mindig győz (Return of the Seven) (1966)
- I Deal in Danger (1966)
- Blade River, Revenge of the Indian Nations (1966)
- Daddy's Gone A-Hunting (1969)
- Scream, Baby, Scream (1969)
- El Condor (1970)
- Bone (1972)
- Fekete Caesar (Black Caesar) (1973)
- Leszámolás Harlemben (Hell Up in Harlem) (1973)
- It's Alive (1974)
- God Told Me To (1976)
- J. Edgar Hoover titkos aktái (The Private Files of J. Edgar Hoover) (1977)
- It Lives Again (1978)
- The American Success Company (1980)
- Telihold Gimi (Full Moon High) (1981)
- Egyszemélyes esküdtszék (I, the Jury) (1982)
- Q (1982)
- Botrány (Scandalous) (1984)
- Perfect Strangers (1984)
- Special Effects (1984)
- The Stuff (1985)
- It's Alive III: Island of the Alive (1987)
- Vámpírok városa (A Return to Salem's Lot) (1987)
- Mr. Hamburger (Deadly Illusion) (1987)
- Bestseller: Egy bérgyilkos vallomásai (Best Seller) (1987)
- Mániákus zsaru (Maniac Cop) (1988)
- A gonosz mostoha (Wicked Stepmother) (1989)
- Szirénázó halál (The Ambulance) (1990)
- Mániákus zsaru 2. (Maniac Cop 2) (1990)
- Mániákus zsaru 3.: A hallgatás jelvénye (Maniac Cop III: Badge of Silence) (1993)
- Testrablók: Az invázió folytatódik (Body Snatchers) (1993)
- Bűnben égve (Guilty as Sin) (1993)
- Gyilkosságszakértő (The Expert) (1995)
- Invasion of Privacy (1996)
- Exfeleség (The Ex) (1996)
- Az ördög gyermeke (Misbegotten) (1997)
- A fülke (Phone Booth) (2002)
- Mobil (2004)
- Rabság (Captivity) (2007)
- Bo chi tung wah (Connected) (2008)
- Maniac Cop (2008, rövidfilm)
- It’s Alive (2009)
- Messages Deleted (2009)

Tv-filmek
- In Broad Daylight (1971)
- Call Home (1972)
- Shootout in a One-Dog Town (1974)
- Man on the Outside (1975)
- Calling Doctor Storm, M. D. (1977)
- Sparrow (1978)
- See China and Die (1981)
- Women of San Quentin (1983)
- Desperado: Avalanche at Devil's Ridge (1988)
- As Good as Dead (1995)
- The Invaders (1995)
- Ed McBain's 87th Precinct: Ice (1996)
- Der Tourist (1996)
- Ed McBain's 87th Precinct: Heatwave (1997)
- The Defenders: Choice of Evils (1998)
- A kártyás, a csaj és a mesterlövész (The Gambler, the Girl and the Gunslinger) (2009)

Tv-sorozatok
- Kraft Television Theatre(1958, két epizód)
- Dick Powell's Zane Grey Theater (1960, egy epizód)
- The Witness (1960, egy epizód)
- Way Out (1961, egy epizód)
- The United States Steel Hour (1961, egy epizód)
- Surface 6 (1961, egy epizód)
- Checkmate (1961, egy epizód)
- Sam Benedict (1963, egy epizód)
- Arrest and Trial (1963, egy epizód)
- The Nurses (1963, három epizód)
- The Defenders (1963–1965, kilenc epizód)
- Espionage  (1964, egy epizód)
- The Fugitive (1964–1965, két epizód)
- Kraft Suspense Theatre (1965, egy epizód)
- Branded (1965–1966, 48 epizód)
- Blue Light (1966, 17 epizód)
- The Rat Patrol (1966, egy epizód)
- Custer (1967, 17 epizód)
- Coronet Blue (1967, 13 epizód)
- Támadás egy idegen bolygóról (The Invaders) (1967–1968, 43 epizód)
- Columbo (1973–1974, három epizód)
- Griff (1975, egy epizód)
- New York rendőrei (NYPD Blue) (1995, egy epizód)

### Producerként
- Branded (1965)
- Never Too Young (1965–1966, tv-sorozat, executive producer, öt epeizód)
- Bone (1972)
- Fekete Caesar (Black Caesar) (1973)
- Leszámolás Harlemben (Hell Up in Harlem) (1973)
- It's Alive (1974)
- God Told Me To (1976)
- J. Edgar Hoover titkos aktái (The Private Files of J. Edgar Hoover) (1977)
- It Lives Again (1978)
- See China and Die (1981, tv-film)
- Telihold Gimi (Full Moon High) (1981)
- Q (1982)
- The Stuff (1985)
- It's Alive III: Island of the Alive (1987)
- Vámpírok városa (A Return to Salem's Lot) (1987)
- Mániákus zsaru (Maniac Cop) (1988)
- A gonosz mostoha (Wicked Stepmother) (1989)
- Mániákus zsaru 2. (Maniac Cop 2) (1990)
- Mániákus zsaru 3.: A hallgatás jelvénye (Maniac Cop III: Badge of Silence) (1993)
- As Good as Dead (1995, tv-film)